# Leiolepis guentherpetersi
Leiolepis guentherpetersi är en ödleart som beskrevs av  Ilya Sergeevich Darevsky och Larissa A. Kupriyanova 1993. Leiolepis guentherpetersi ingår i släktet Leiolepis och familjen agamer. Inga underarter finns listade i Catalogue of Life.
Arten förekommer i den thailändska provinsen Songkhla.